# Toronto Raptors
A Toronto Raptors kanadai profi kosárlabdacsapat, amely az NBA Keleti főcsoportjában, az Atlanti csoportban játszik. A bajnokságban az egyetlen csapat, mely nem az Egyesült Államokban működik, székhelyük Toronto. Hazai mérkőzéseiket a Scotiabank Arénában játsszák, amit megosztanak a National Hockey League-ben szereplő Toronto Maple Leafs csapatával. 1995-ben alapították, mikor az NBA Kanadába terjeszkedett, a Vancouver Grizzlies-zel együtt. A 2001–2002-es szezon óta viszont a Raptors az egyetlen kanadai csapat, mióta a Grizzlies Tennessee-be költözött.
Mint a legtöbb új NBA-csapat esetében, az első éveiben a Raptors elég gyenge csapat volt, de Vince Carter 1998-as draftolása után nézettségi rekordokat döntöttek a ligában és bejutottak a rájátszásba 2000 és 2002 között, sorozatban három évig. 2002–2003-ban és 2003–2004-ben nem tudtak nagyobb előrelépéseket tenni, így Vince Carter elhagyta a csapatot.
Carter távozása után Chris Bosh lett a csapat vezére. A 2006–2007-es szezonban Bryan Colangelo lett a Raptors elnöke és Bosh, Andrea Bargnani és a csapat újjáépítése után végre ismét rájátszásba jutottak, megnyerve at atlanti csoportot. 2008 után öt évig nem volt rájátszás-csapat a Toronto. A 2009–2010-es szezonra Colangelo teljesen átalakította a csapatot, hogy rávegye Bosh-t, hogy maradjon, de az erőcsatár a Miami Heat mellett döntött. Ezzel megkezdődött egy újabb újjáépítési időszak a Raptors történetében.
Colangelo helyét 2013-ban Masai Ujiri vette át és egy ismét sikeres korszakot alakított ki, DeMar DeRozan és Kyle Lowry vezetésével. A Raptors a következő szezonban el is érte a rájátszást és Ujiri alatt minden évben ott voltak a legjobb 16 csapat között. Vezetésével ötször is csoportgyőztes tudott lenni a Raptors és 2018-ban történetük legjobb alapszakasz-teljesítményét érték el. A sikerek ellenére Ujiri kirúgta Dwane Casey vezetőedzőt, amiért nem tudták elérni a döntőt. DeMar DeRozant San Antonióba küldte Kawhi Leonardért és Danny Greenért cserébe, illetve leszerződtette Marc Gasolt. Ebben az évben Pascal Siakam megnyerte a Legtöbbet fejlődött játékos díjat. A 2019-es rájátszásban bajnok lett a Raptors, megverve a Golden State Warriors csapatát.
Az első bajnoki címük után Kawhi Leonard nyáron a Los Angeles Clippers csapatába igazolt. 2021-ben Kyle Lowry egy csere keretein belül átkerült a Miami Heat-hez, Pascal Siakam lett franchise arca egészen 2024-ig, amikor Siakamot elcserélték az Indiana Pacers csapatába. Helyébe a fiatal tehetség Scottie Barnes lépett.

## Története

### Alapítás
A csapatot 1993. november 4-én alapították, mikor az NBA Kormányzóbizottsága elfogadta a Terjeszkedési Bizottság döntését és akkor rekordnak számító 125 millió dollárért John Bitove üzletembernek adta 28. csapata megalapításának jogát. Bitove és Allan Slaight 44–44%-ot tulajdonolt, míg a Bank of Nova Scotia 10%-ot, illetve David Peterson és Phil Granovsky egyet-egyet. Az, hogy Ontarióban lehetséges volt fogadni NBA-mérkőzésekre, majdnem a franchise elvesztését jelentette. Ebben az időszakban az NBA nem engedélyezte a mérkőzésekkel való szerencsejátékot. A csapat megegyezést tudott elérni az ontariói lottószövetséggel, aminek értelmében a csapat három évig öt millió, majd évente egy millió dollárt adományoz a szervezetnek. A Raptors és a Grizzlies 1995. november 3-án játszották első mérkőzéseiket.

#### A csapat elnevezése
Az eredeti elképzelés szerint a csapat visszahozta volna a Huskies becenevet, amit az egyetlen korábbi torontói NBA-csapat viselt az 1946–1947-es szezon során. Az ötletet elvetették, mikor arra jutottak, hogy ezzel a becenévvel szinte lehetetlen lenne olyan logót tervezni, ami nem hasonlítana túlságosan a Minnesota Timberwolves-éra. Ezért egy országos versenyt tartottak, amiben a rajongók segítettek dönteni a csapat színeiről és becenevéről. A 2000 beadott pályázatból végül tizenegyet választottak ki: a Beavers, a Bobcats, a Dragons, a Grizzlies, a Hogs, a Raptors, a Scorpions, a T-Rex, a Tarantulas, a Terriers és a Towers (ami végül a második helyezett lett). A győztest (Toronto Raptors) 1994. május 15-én jelentették be a kanadai televízióadókon. A döntést nagyban befolyásolta az 1990-es Jurassic Park című novella 1993-as filmadaptációjának megjelenése. A Raptor név a Velociraptor nevű dinoszaurusz rövidítése. 1994. május 24-én bemutatták a csapat első logóját és első elnökét, Isiah Thomas-t. Thomas szerződésének része volt, hogy megveheti a csapat egy részét, ha akarja. 1995 májusában 4,5%-ot vett meg, míg decemberben további 4,5%-ot, amivel Bitove és Slaight részvénye 39,5%-ra csökkent. A csapat színei piros, lila, fekete és ezüst voltak. Az ezüstöt a kanadai James Naismith, a kosárlabda kitalálójának emlékére választották. Eredetileg a központi csoportban játszott a csapat és a csapat mezeladásai a hetedik legmagasabbak voltak a ligában, ami jelezte a kosárlabda sikeres visszatérését Kanadába.

## Játékosok

### Hall of Fame-beiktatottak
| Naismith Memorial Basketball Hall of Fame | Naismith Memorial Basketball Hall of Fame | Naismith Memorial Basketball Hall of Fame | Naismith Memorial Basketball Hall of Fame | Naismith Memorial Basketball Hall of Fame | FIBA Hall of Fame | FIBA Hall of Fame | FIBA Hall of Fame | FIBA Hall of Fame | FIBA Hall of Fame |
| Játékosok                                 |                                           |                                           |                                           |                                           |                   |                   |                   |                   |                   |
| #                                         | Név                                       | Poz.                                      | Időszak                                   | Beiktatva                                 | #                 | Név               | Poz.              | Időszak           | Beiktatva         |
| 34                                        | Hakeem Olajuwon                           | C                                         | 2001–2002                                 | 2008                                      | 34                | Hakeem Olajuwon   | C                 | 2001–2002         | 2016              |
| 1                                         | Tracy McGrady                             | G/F                                       | 1997–2000                                 | 2017                                      |                   |                   |                   |                   |                   |
| 4                                         | Chris Bosh                                | C/F                                       | 2003–2010                                 | 2021                                      |                   |                   |                   |                   |                   |
| 3                                         | Chauncey Billups                          | G                                         | 1998                                      | 2024                                      |                   |                   |                   |                   |                   |
| 15                                        | Vince Carter                              | G/F                                       | 1998-2004                                 | 2024                                      |                   |                   |                   |                   |                   |
| Edzők                                     |                                           |                                           |                                           |                                           |                   |                   |                   |                   |                   |
| Név                                       | Név                                       | Poz.                                      | Időszak                                   | Beiktatva                                 |                   |                   |                   |                   |                   |
| Lenny Wilkens                             | Lenny Wilkens                             | Edző                                      | 2000–2003                                 | 1998                                      |                   |                   |                   |                   |                   |
| Gene Keady                                | Gene Keady                                | Másodedző                                 | 2005-2006                                 | 2023                                      |                   |                   |                   |                   |                   |
| Támogatók                                 |                                           |                                           |                                           |                                           |                   |                   |                   |                   |                   |
| Név                                       | Név                                       | Poz.                                      | Időszak                                   | Beiktatva                                 |                   |                   |                   |                   |                   |
| Wayne Embry                               | Wayne Embry                               | GM                                        | 2006                                      | 1999                                      |                   |                   |                   |                   |                   |

## Arénák
| Aréna              | Mérkőzések | Időszak                    |
| SkyDome            | 117        | 1995–1999                  |
| Maple Leaf Gardens | 6          | 1995–1999                  |
| Copps Coliseum     | 3          | 1995–1999                  |
| Scotiabank Arena   | 710        | 1999–2020, 2021–napjainkig |
| Amalie Arena       | 37         | 2020–2021                  |

- OVO Athletic Centre (Edzőközpont: 2016–napjainkig)